# Paulina Luisi
Paulina Luisi, född 1875 i argentinska Colón (Entre Ríos), död 1945 i Montevideo, var en uruguayansk läkare och feminist. Hon blev 1909 den första kvinnliga läkaren i Uruguay. Hon arbetade även som lärare. Hon betraktas som en av de mest framträdande ur den tidigare feministiska rörelsen i Uruguay, och representerade den ofta utomlands. 1919 påbörjade hon landets organiserade kamp för kvinnlig rösträtt. 